# الجبهة السوداء
رابطة مكافحة الاشتراكيين الوطنيين الثوريين (بالألمانية: Kampfgemeinschaft Revolutionärer Nationalsozialisten، اختصارًا KGRNS)؛ تعرف باسم الجبهة السوداء (بالألمانية: Schwarze Front)، كانت مجموعة سياسية شكلها أوتو شتراسر بعد طرده من الحزب النازي في عام 1930.
أعتقد ستراسر أن الطبيعة الأصلية المناهضة للرأسمالية للحزب النازي قد تتعرض للخيانة من قبل أدولف هتلر. كانت الجبهة السوداء مؤلفة من أعضاء متطرفين سابقين في الحزب النازي، كانوا يعتزمون إحداث انشقاق في الحزب الرئيسي. نشرت صحيفة منظمة ستراسر، الثورة الألمانية.  تبنت الجبهة السوداء رمز المطرقة والسيف المتقاطع والذي لا يزال يستخدم من قبل العديد من التجمعات الستراسيتية اليوم.
لم تتمكن المنظمة من معارضة الحزب النازي بفعالية، وأثبت صعود هتلر إلى السلطة أنه القشة الأخيرة. قضى ستراسر الفترة التي بقي فيها الرايخ الثالث في المنفى، أولاً في تشيكوسلوفاكيا وفي كندا لاحقًا. تم القضاء على الجناح الاشتراكي للحزب النازي نفسه في عام 1934 خلال ليلة السكاكين الطويلة التي قتل فيها جريجور ستراسر، الأخ الأكبر لأوتو.